# Tennis Center at Crandon Park

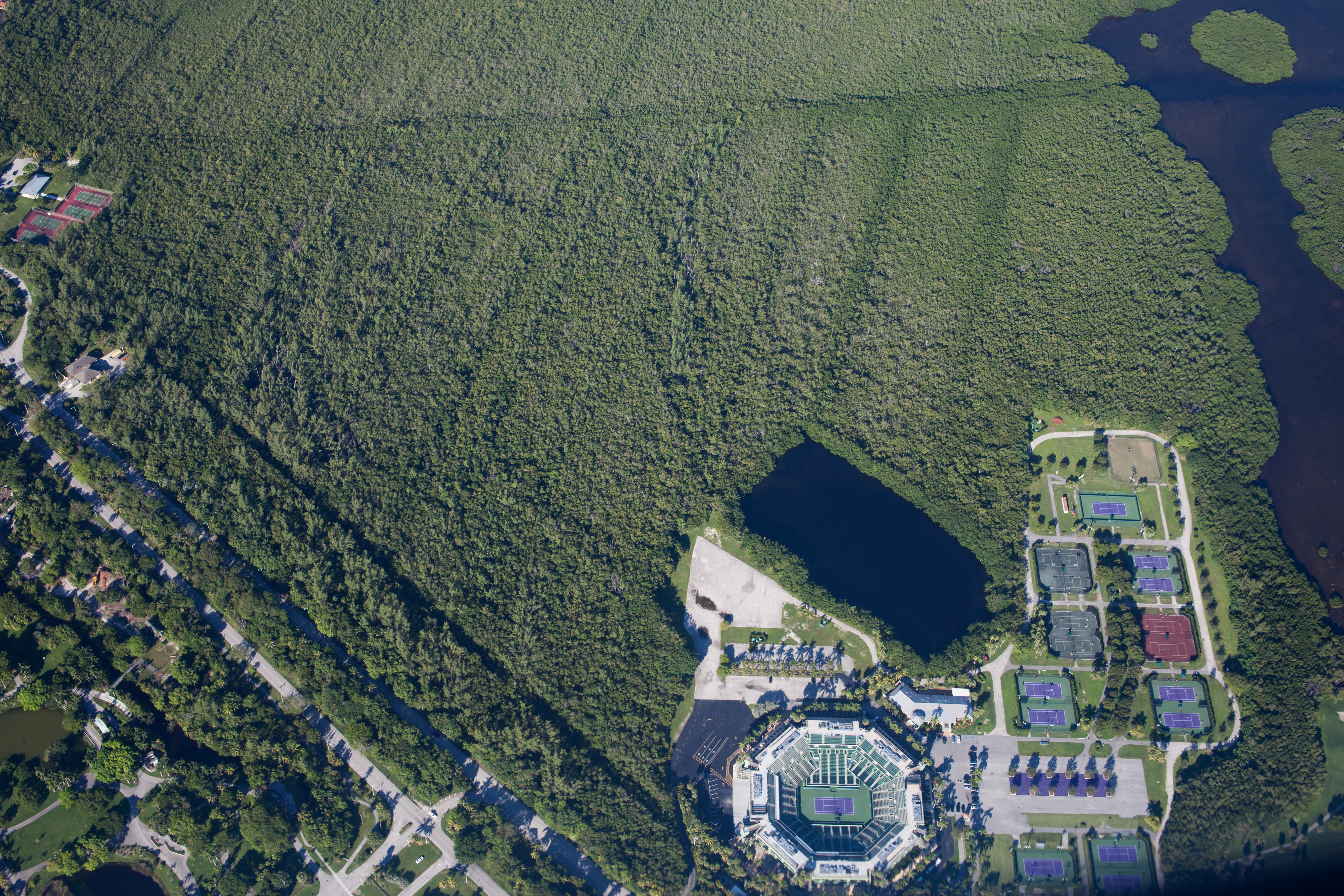
Areál v cípu Miami-Dade County Parku. Zalesněnou plochu roku 1940 věnovala okresu rodina Mathesonů, se záměrem ponechat ji v původním stavu, což vyvolalo soudní spor při výstavbě areálu.

Tennis Center at Crandon Park je tenisový areál ve floridském ostrovním městě Key Biscayne. Rozkládá se na ploše parku okresu Miami-Dade County. S miamským pobřežím je ostrov spojen mostem Rickenbacker Causeway. Nový komplex byl postaven mezi roky 1992–1994. Areál se stal v letech 1987–2018 dějištěm profesionálního turnaje mužů a žen Miami Masters, který se odehrával na otevřených dvorcích s tvrdým povrchem Laykold, z nichž dvanáct bylo soutěžních a dalších šest využito pro tréninkové účely. Areál je celoročně využíván veřejností.

## Historie
Crandon Park se stal třetím dějištěm Miami Masters. Zakladatel a vlastník turnaje Butch Buchholz hledal nový areál po dohraném ročníku 1986 v klubu Boca West Resort floridského Boca Raton, jenž byl firmou Arvida prodán. S nalezením místa mu pomohl prezident WITA Merrett Stierheim, který působil i jako manažer floridského okresu Miami-Dade County. Po průzkumu lokací ve Flamingo Parku, Tropical Parku a Amelia Earhart Parku padla volba na Miami-Dade County Park v ostrovním městě Key Biscayne. Na dvorcích se poprvé odehrál třetí ročník turnaje Miami Masters 1987 a následně vznikl projekt na výstavbu nového komplexu z iniciativy okresu Miami-Dade County.
V březnu 1989 byla dokončena hlavní budova v ceně jednoho milionu dolarů. Během listopadu 1990 potvrdilo vedení okresu Miami-Dade County projektový záměr, v dubnu 1992 byla stavba zahájena a v létě téhož roku areál oficiálně pojmenován jako Tennis Center at Crandon Park. Práce však byly zastaveny po ničivém hurikánu Andrew, který zpustošil jižní Floridu 24. srpna 1992. Došlo k posunutí plánovaného otevření o jeden rok, na sezónu 1994. Tisková zpráva z 24. listopadu 1992 uvedla, že výstavba bude obnovena 1. prosince téhož roku, ale stalo se tak až v průběhu roku 1993.
Výstavbu také pozdržel soudní spor s rodinou Mathesonů, která zalesněnou plochu věnovala v roce 1940, se záměrem ponechat ji v původním stavu.
V říjnu 1991 Americký tenisový svaz potvrdil, že se areál stane Národním tenisovým centrem pro rozvoj mladých tenistů a zázemím pro trénink amerických reprezentačních týmů. Do programu na rozvoj talentů se pak v roce 1992 zapojil i devítiletý Andy Roddick, pozdější světová jednička a vítěz turnaje z roku 2004.

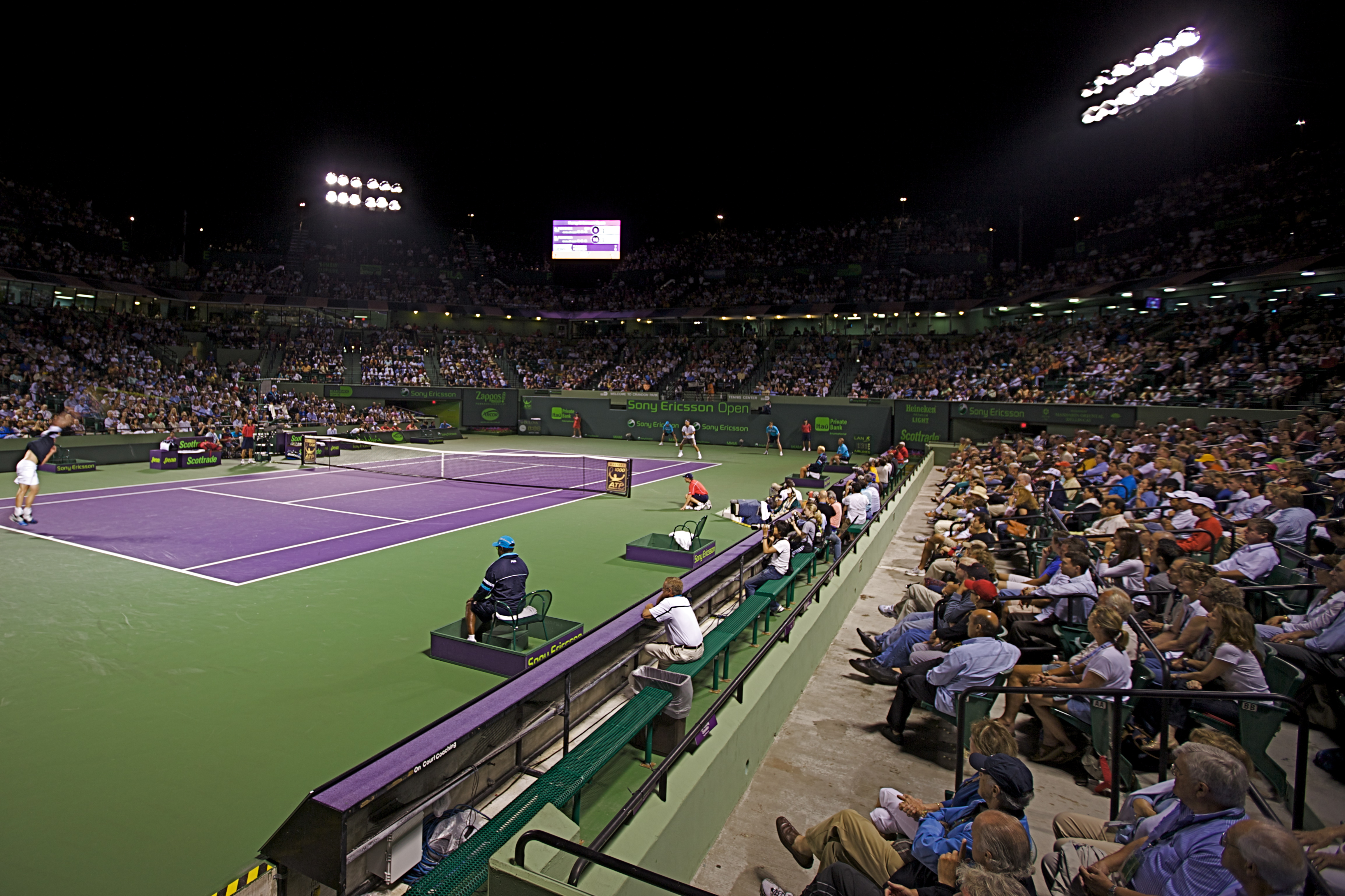
Centrální dvorec při nočním utkání, 2009

V listopadu 1991 byla uzavřena smlouva na stavbu s firmou James A. Cummings, Inc., sídlící ve Fort Lauderdale. Architektonický návrh vzešel od společnosti Rossetti Architects, která realizovala i projekty v Indian Wells Tennis Garden a miamském komplexu Hard Rock Stadium, kam se turnaj v roce 2019 přestěhoval.
K otevření areálu došlo 12. února 1994 před desátým ročníkem Miami Masters a okres Miami-Dade County věnoval částku 20 milionů dolarů na rozvoj veřejného tenisu. V březnu 2006 došlo k částečné rekonstrukci. Mezi roky 1999–2010 na dvorcích klubu probíhal také juniorský turnaj Orange Bowl.
Plán z roku 2012 na 50milionovou rekonstrukci areálu, s třemi hlavními arénami, nebyl realizován.

## Centrální dvorec: Stadium Court
K otevření centrálního dvorce nazvaného Stadium Court došlo spolu s areálem 12. února 1994. Kapacita činila čtrnáct tisíc návštěvníků. V útrobách bylo zřízeno dvacet čtyři apartmá, klubovny a tiskové centrum. První zápas v něm proběhl 11. března 1994 v rámci Miami Masters, kdy Karin Kschwendtová porazila Kathy Rinaldiovou ve dvou setech.
Při rekonstrukci, dokončené v březnu 2006, byla všechna sedadla otevřených tribun opatřena opěradlem a kapacita se snížila o dvě stě míst na 13 800 diváků.
Na centrálním dvorci bylo poprvé v historii profesionálního tenisu použito jestřábí oko pro kontrolu dopadu míčů, když úvodní zápas s elektronickým zařízením odehrála Jamea Jacksonová proti Ashley Harkleroadové na Miami Masters 2006.